# جاك بلاك (كاتب سير ذاتية)
جاك بلاك (بالإنجليزية: Jack Black)‏ هو كاتب سير ذاتية أمريكي، ولد في 1871 في فانكوفر في كندا، وتوفي في 1932.

## وصلات خارجية
- جاك بلاك على موقع IMDb (الإنجليزية)
- جاك بلاك على موقع قاعدة بيانات برودواي على الإنترنت (الإنجليزية)